# Bosque nacional Lincoln
El bosque nacional Lincoln (en inglés: Lincoln National Forest) es un bosque nacional protegido en el Estado de Nuevo México al suroeste de Estados Unidos. Fue establecido en 1902 y cubre 1.103.897 acres ( 446.731 mil hectáreas). Fue nombrado así en honor de Abraham Lincoln, que fue el decimosexto presidente de los Estados Unidos y es la cuna de Smokey Bear, el símbolo viviente de la campaña para prevenir los incendios forestales. La sede forestal está en Alamogordo, Nuevo México. Hay oficinas de distrito para guardabosques locales en Carlsbad, Cloudcroft y Ruidoso.
El bosque nacional Lincoln limita con la reserva apache de Mescalero  y se extiende a través de varios condados de Nuevo México:
- condado de Chaves: 163,22 km²;
- condado de Eddy: 546,38 km²;
- condado de Lincoln: 1476,01 km²;

- condado de Otero:  2281,42 km²; .